# Carme Barceló Torres
Carme Barceló Torres (Cartagena, Murcia, 1949-25 de diciembre de 2024) fue una profesora universitaria, filóloga y arabista española. 

## Formación
Estudió Filosofía y Letras en Murcia y se especializó en Filología Semítica en la Universidad de Madrid (1974). Fue nombrada profesora ayudante del Departamento de Historia Medieval de la Universidad de Valencia (1975). Desde 1982, forma parte de la Facultad de Filología de la Universidad de Valencia. Es catedrática de Estudios Árabes e Islámicos de la Universidad de Valencia. Ha sido decana de la facultad de Filología (1985-1986), directora del departamento de Filología Catalana (1998-2002) y miembro de la IIFV (1995-2005). Miembro de las secciones de Onomástica, Asesoramiento Lingüístico, Lexicografía y Gramática de la Academia Valenciana de la Lengua, renunció a la condición de académica en octubre de 2003 por motivos de salud.

## Obra
Su tesis de licenciatura fue La mar en los textos arábigo-hispánicos. Su tesis doctoral (Premio Extraordinario) Minorías islámicas en el País Valenciano. Historia y Dialecto fue redactada bajo la maestría de Emilio Garcia Gómez, Elías Terés y Fernando de la Granja, y después bajo el de Federico Corriente y Manuel Sanchis Guarner.
Tiene publicados en revistas y obras colectivas de ámbito nacional e internacional muchos artículos sobre lengua, historia, epigrafía y onomástica de los musulmanes andalusíes, en particular los del territorio valenciano. Es autora, entre otros, de Toponimia arábica del País Valenciano: alquerías y castillos (1983), Minorías islámicas en el País Valenciano (1984), Un tratado catalán medieval de derecho islámico: el Libro de la Çuna e Xara de los moros (1989), La escritura árabe en el país valenciano. Inscripciones monumentales (1998) y Nombres arábigos de lugar (2010).
Su obra es de un gran rigor científico, continuando la tarea de Miguel Asín Palacios y aportando nuevos elementos sobre toponimia árabe y medieval en general.